# Giovanni Bragadin
Giovanni Bragadin (Venetië, 21 augustus 1699 – aldaar, 23 december 1775) was bisschop van Verona (1733-1758) en patriarch van Venetië (1758-1775), beide in de republiek Venetië. Met het patriarchaat van Venetië droeg hij de eretitel van primaat van Dalmatië.

## Levensloop

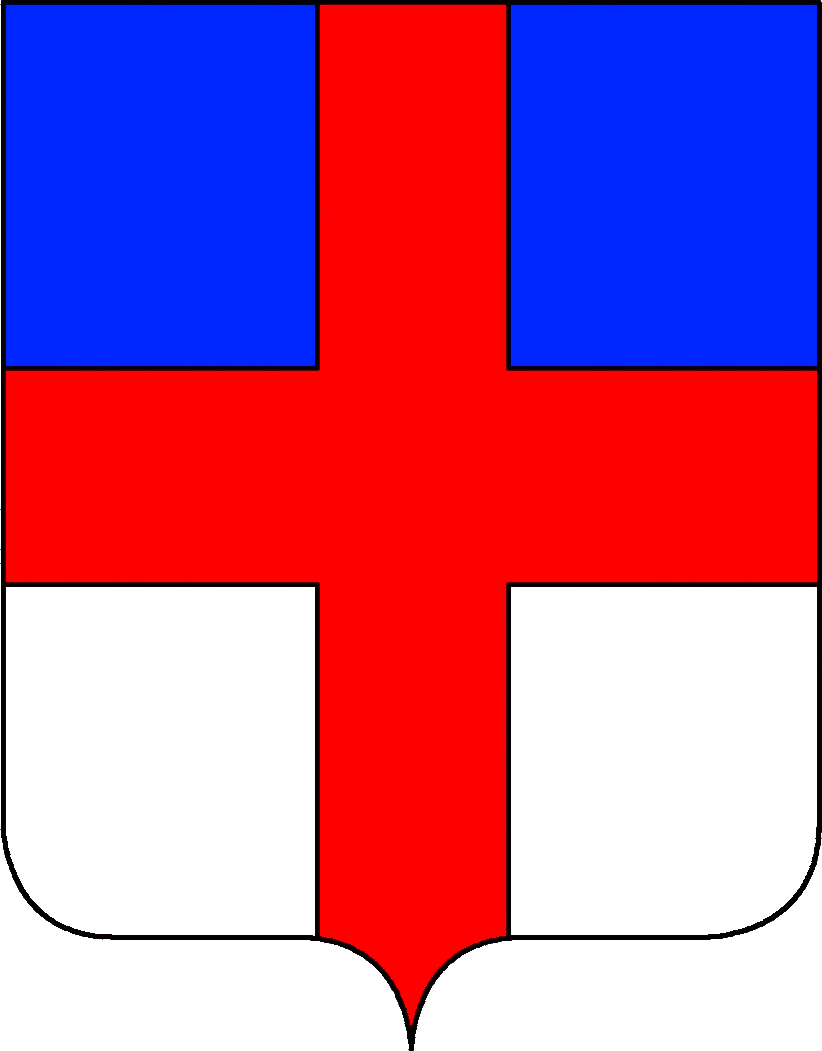
Wapenschild van het Huis Bragadin in Venetië

Hij behoorde tot de patriciërsfamilie Bragadin in de stad Venetië. Na zijn priesterwijding (1726) studeerde hij af als doctor in beide rechten (1729) aan de universiteit van Padua. 

### Bisschop van Verona
Een paar jaar later (1733) ontving hij van de senaat van Venetië de benoeming tot bisschop van Verona. Tezamen met de bisschopswijding met akkoord van paus Clemens XII ontving hij de eretitel van assistent van de pauselijke troon. Gedurende vijfentwintig jaar bestuurde Bragadin het bisdom Verona. Hij verstrengde de priesteropleiding en selecteerde strikt tijdens de eindexamens. Tevens legde hij tuchtmaatregelen op aan de geestelijkheid van Verona. Hij stichtte een drukkerij die meerdere bloeiende jaren kende doch later failliet ging.
Paus Benedictus XIV schafte in 1751 het patriarchaat van Aquileja af, waarvan het bisdom Verona suffragaan was. Bijgevolg behoorde het bisdom Verona voortaan tot de kerkprovincie van de aartsbisschop van Udine. Het kwam tot een kerkelijk proces tussen Bragadin en zijn aartsbisschop wie het recht had kanunniken te benoemen in de kathedraal van Verona. Uiteindelijk besliste Benedictus XIV vijf jaar later ten gunste van bisschop Bragadin (1756).
In 1757 geraakte Bragadin ingesloten in het bisschoppelijk paleis omdat de Adige uit haar oevers was getreden en Verona blank legde.

### Patriarch van Venetië
In 1758 bevorderde de senaat van Venetië hem tot patriarch van Venetië; paus Clemens XIII, zelf een Venetiaan, ging akkoord. Bragadin legde orde en tucht op aan de geestelijkheid van Venetië. Het bleef niet bij de geestelijken die afhangen van de patriarch. Bragadin bemoeide zich ook met tuchthandhaving in vrouwelijke kloosterordes.
Na zijn dood in 1775 werd hij begraven in het familiegraf van het Huis Bragadin bij de franciscanen in Venetië.
Lorenzo Giustiniani · Giovanni Barozzi · Maffeo Gherardi · Thomas Donatus · Marco Cornaro · Gerolamo Querini · Pietro Francesco Contarini · Vincenzo Diedo · Giovanni Trevisan · Lorenzo Priuli · Matteo Zane · Francesco Vendramin · Giovanni Tiepolo · Federico Corner · Gianfranco Morosini · Alvise Sagredo · Gianalberto Badoaro · Pietro Barbarigo · Marco Gradenigo · Francesco Antonio Correr · Aloysius Foscari · Giovanni Bragadin · Fridericus Maria Giovanelli · Ludovico Flangini Giovanelli · Nicola Saverio Gamboni · Francesco Milesi · Ján Krstitel Ladislav Pyrker · Giacomo Monico · Pietro Aurelio Mutti · Angelo Ramazzotti · Giuseppe Luigi Trevisanato · Domenico Agostini · Giuseppe Melchiorre Sarto · Aristide Cavallari · Pietro La Fontaine · Adeodato Giovanni Piazza · Carlo Agostini · Angelo Giuseppe Roncalli · Giovanni Urbani · Albino Luciani · Marco Cé · Angelo Scola · Francesco Moraglia